# Kurshim
Kurshim, cũng được gọi là Kurchum hay Kurchim (Kazakhstan: Күршім) là một thị xã và là trung tâm huyện lỵ của huyện Kurshim, tỉnh Đông Kazakhstan, miền Đông Kazakhstan. Trong năm 2003, thị xã đã có dân số khoảng 9.200. Sông Kurchum chảy qua Kurshim và Hồ Zaysan nằm ở phía nam. Thị xã này nằm trên con đường giữa các làng Altyn Kala ở phía tây bắc và Surulen về phía đông; con đường này kết nối với đường M38 phía đông nam dẫn để Jeminay qua biên giới Trung Quốc đến Tân Cương. Thị xã Kurshan có một sân bay nhỏ cũng mang tên thị xã này - san bay Kurshan.
Trong cuối năm 1989 hoặc đầu năm 1990 thị trấn bị ảnh hưởng bởi một trận động đất đã phá hủy Bệnh viện Kurchum, trong số những tòa nhà khác. Cảnh quan xung quanh thị trấn được thống trị bởi các đồng bằng cửa sông.